# Rödsjön, Jämtland
Rödsjön är en sjö i Åre kommun i Jämtland och ingår i Indalsälvens huvudavrinningsområde. Sjön har en area på 0,395 kvadratkilometer och ligger 422,6 meter över havet. Rödsjön ligger i Skäckerfjällen Natura 2000-område.

## Delavrinningsområde
Rödsjön ingår i det delavrinningsområde (707688-133455) som SMHI kallar för Utloppet av Äsingen. Medelhöjden är 435 meter över havet och ytan är 1,1 kvadratkilometer. Det finns ett avrinningsområde uppströms, och räknas det in blir den ackumulerade arean 4,14 kvadratkilometer. Vattendraget som avvattnar avrinningsområdet har biflödesordning 4, vilket innebär att vattnet flödar genom totalt 4 vattendrag innan det når havet efter 370 kilometer. Avrinningsområdet består mestadels av skog (63 procent). Avrinningsområdet har 0,41 kvadratkilometer vattenytor vilket ger det en sjöprocent på 36,8 procent.